# Стоклосы (станция метро)
«Стокло́сы» (пол. Stokłosy) (A4) — станция первой линии Варшавского метрополитена.
Открыта 7 апреля 1995 года в составе первого пускового участка Варшавского метрополитена «Кабаты» — «Политехника».
Расположена в районе Урсынов на пересечении проспекта Комиссии Национального Образования (al. Komisji Edukacji Narodowej), улицы Ястшембовского (Jastrzębowskiego) и улицы Хербста (Herbsta). Названа по микрорайону Стоклосы, вблизи которого расположена.
«Стоклосы» — колонная станция мелкого заложения с островной платформой и одним рядом колонн. Станция оформлена в оранжево-коричневой цветовой гамме. Ширина платформы 10 м, длина 120 м. С платформы на поверхность ведут лестницы и лифт.

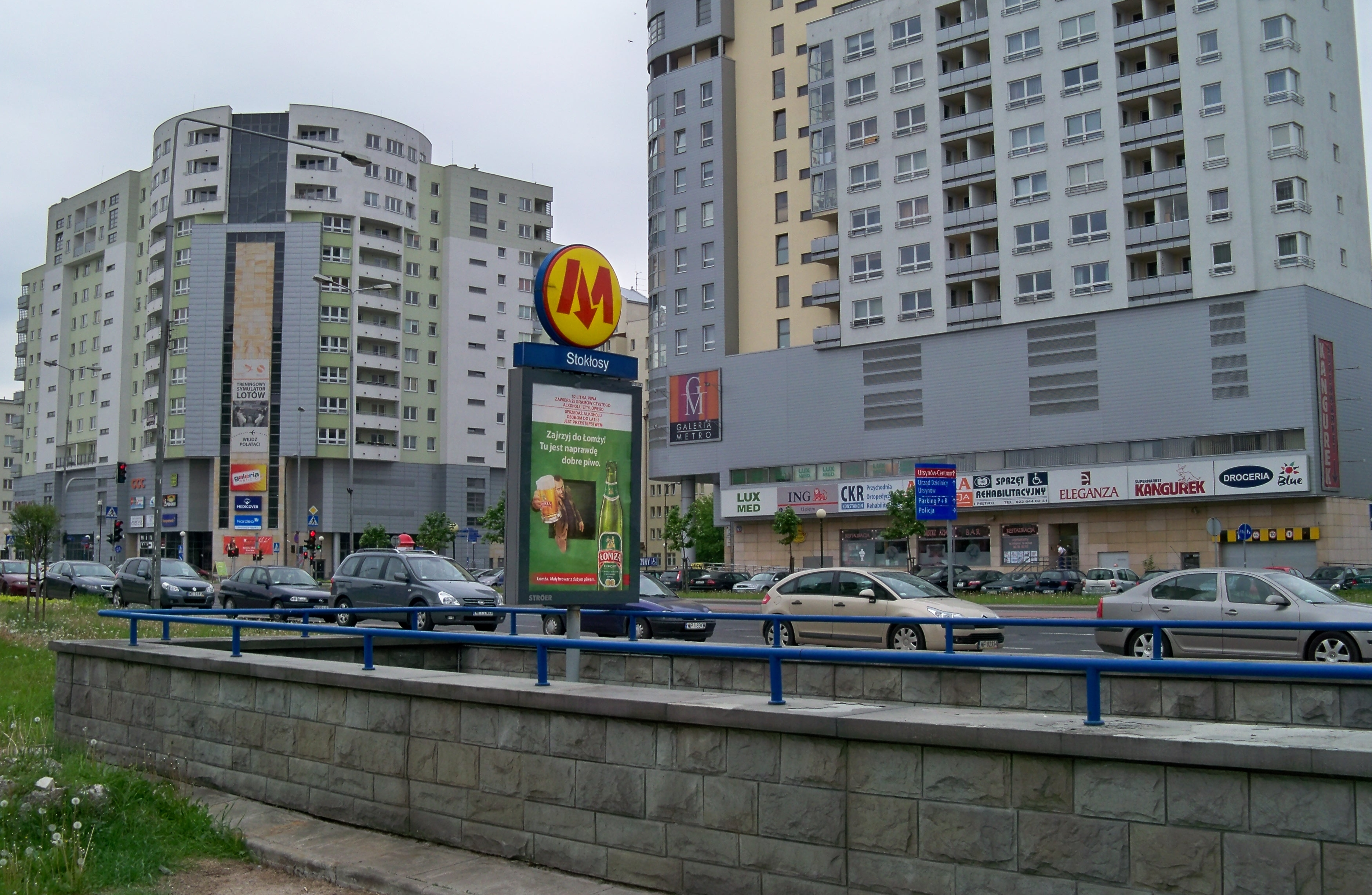
Вход на станцию
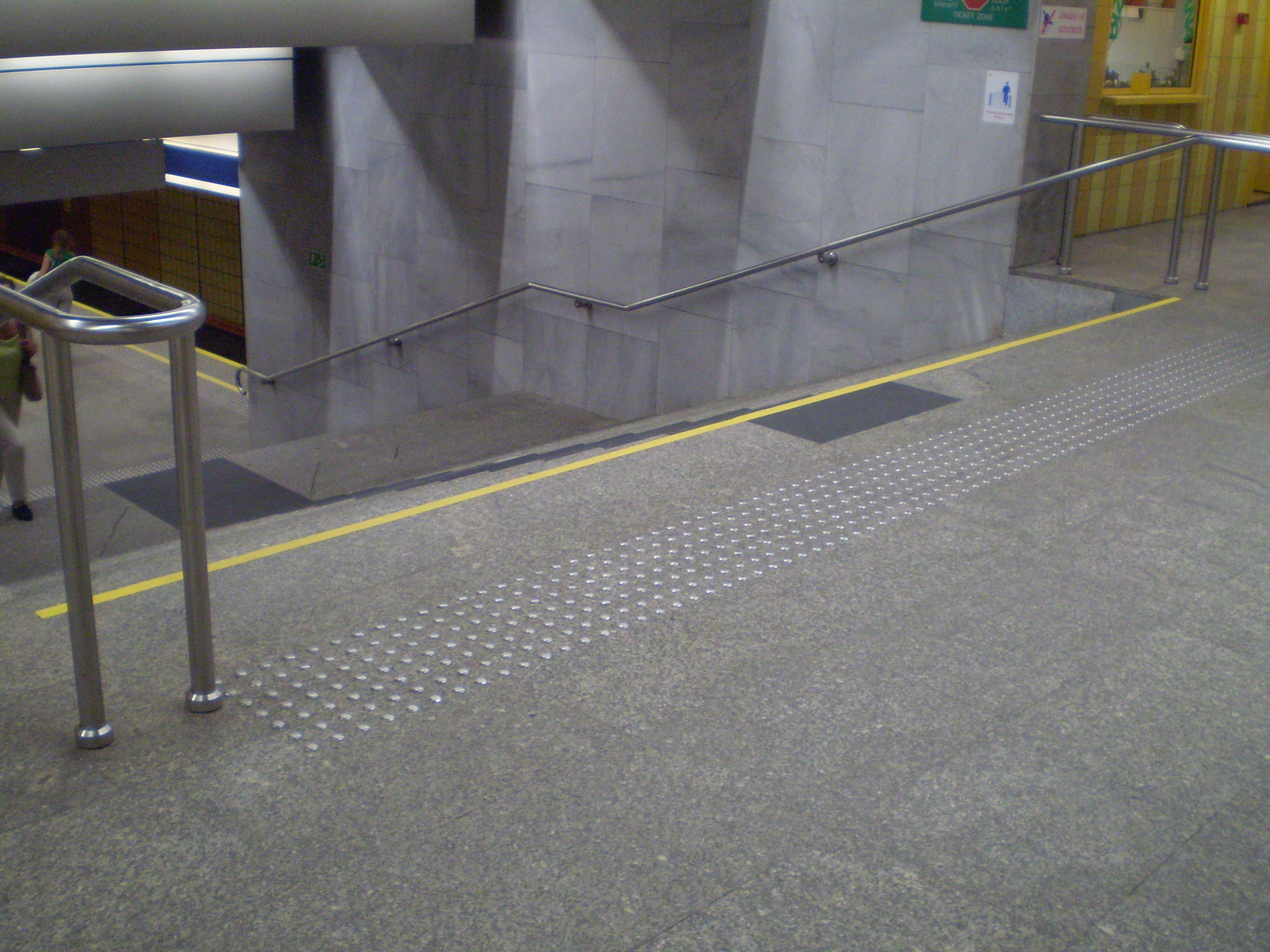
Лестница к платформе
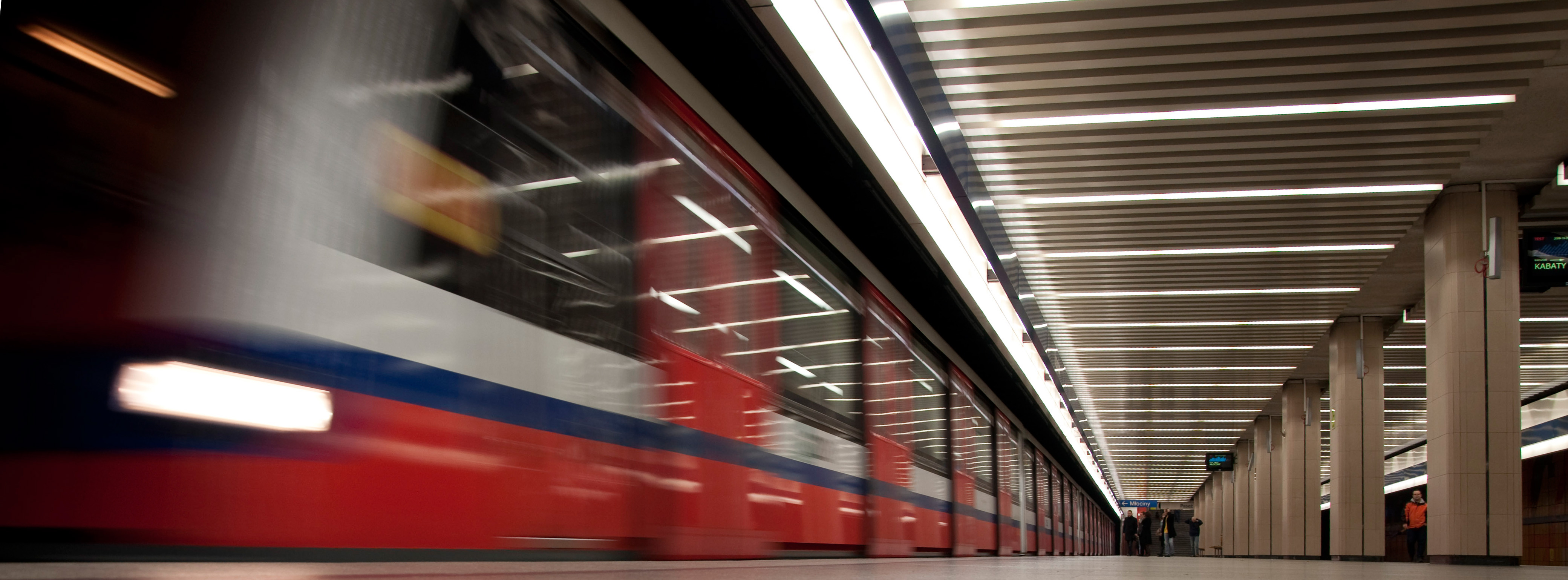
Поезд, прибывающий на станцию